# The Toasters
The Toasters so ameriška ska skupina, ustanovljena leta 1981 v New Yorku. The Toasters so bili med prvimi skupinami, ki so izvajali t. i. 3rd wave ska in so verjetno najdalj delujoča ska skupina v ZDA, čeprav je pevec in frontman Robert Hingley edini od ustanovnih članov, ki še vedno sodeluje v skupini. Izdali so devet studijskih albumov, večino pri propadli neodvisni založbi Moon Ska Records. Založba, ki jo je ustanovil Hingley, je bila svoj čas največja založba, ki je izdajala samo ska glasbo. Po propadu Moon Ska leta 2000 je Hingley ustanovil novo založbo, Megalith Records, pri kateri The Toasters izdajajo trenutno.
Največji komercialni uspeh je skupina doživljala v obdobju velike popularnosti te glasbene zvrsti v severni Ameriki konec devetdesetih. Pod imenom Moon Ska Stompers so posneli glasbo za oddajo KaBlam! televizijske postaje Nickelodeon, prispevali pa so tudi glasbeno podlago za več TV oglasov. Skupina še vedno koncertira po vsem svetu in snema glasbo. Leta 2007 so praznovali petindvajsetletnico obstoja z novim studijskim albumom, One More Bullet.

## Diskografija

### Studijski albumi
| Leto | Album                                 |
| ---- | ------------------------------------- |
| 1985 | Recriminations (mini album)           |
| 1987 | Skaboom!                              |
| 1988 | Thrill Me Up                          |
| 1990 | This Gun for Hire                     |
| 1992 | New York Fever                        |
| 1994 | Dub 56                                |
| 1996 | Hard Band for Dead                    |
| 1997 | Don't Let the Bastards Grind You Down |
| 2002 | Enemy of the System                   |
| 2007 | One More Bullet                       |

### Kompilacije
- 1990: T-Time
- 1995: Ska Killers
- 1996: History Book
- 1998: History Book 1987-1998'
- 2000: The Best Of...
- 2003: In Retrospect
- 2007: Ska is Dead

### Live albumi
- 1990: Frankenska
- 1993: Live In LA
- 1998: Live In London
- 2003: Live In Brazil
- 2003: En Caracas